# カルロス・リベロ
カルロス・ルイス・リベロ・ミラン（Carlos Luis Rivero Milan、1988年5月20日 - ）は、ベネズエラ・ララ州出身のプロ野球選手（内野手）。右投右打。

## 経歴

### プロ入りとマイナー時代
2005年、クリーブランド・インディアンスと契約を結びプロ入り。2010年まで傘下のマイナーリーグでプレーをする。
2011年はフィラデルフィア・フィリーズ傘下で、2012年と2013年はワシントン・ナショナルズ傘下でプレーをする。三塁手となる前は強肩の遊撃手であり、左翼を守ることもあった。

### レッドソックス時代
2013年12月4日にボストン・レッドソックスと契約を結んだ。

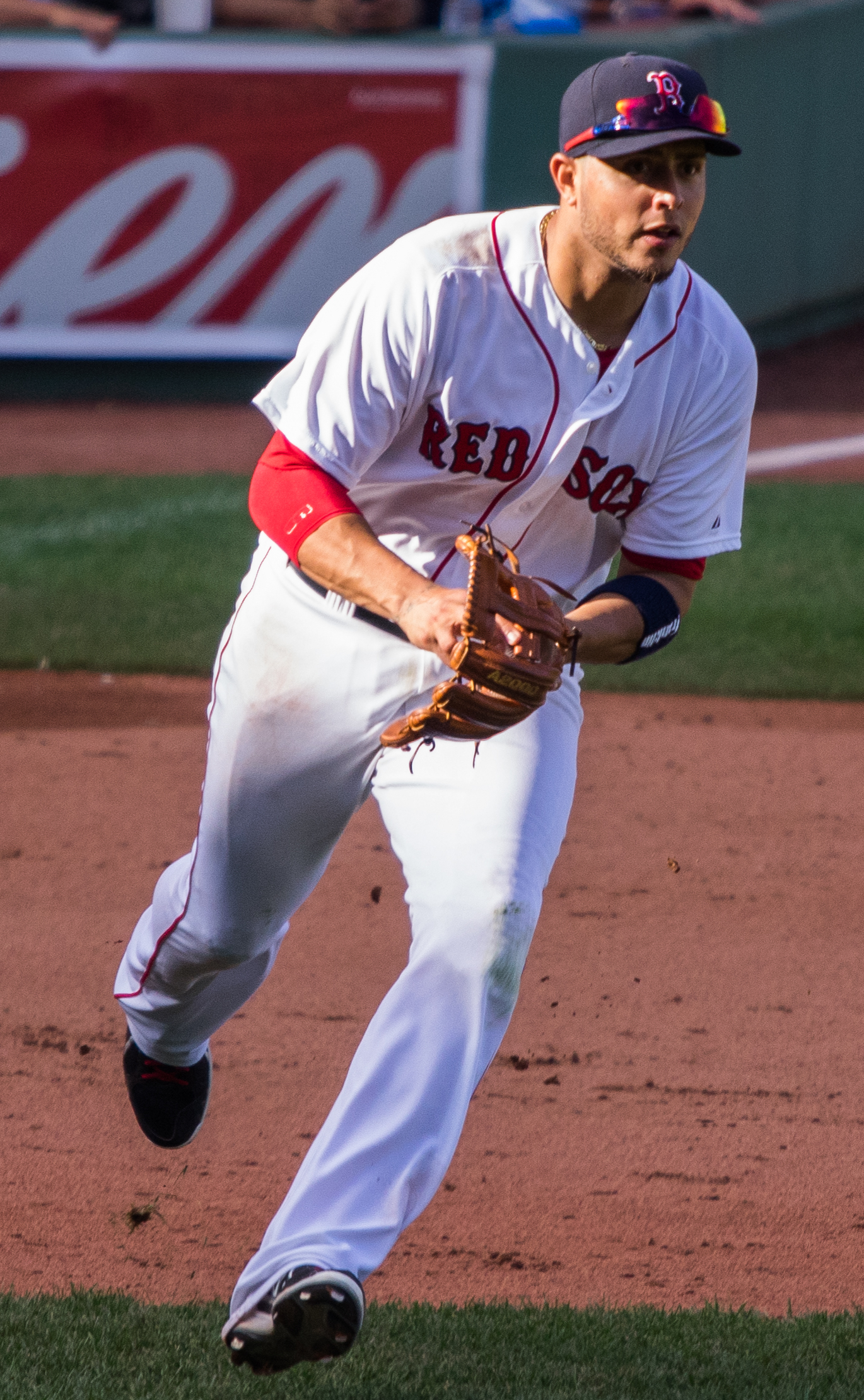
ボストン・レッドソックス時代
(2014年9月10日)

2014年は傘下AA級ポートランド・シードッグスでシーズン開幕を迎え、その後AAA級ポータケット・レッドソックスに昇格する。5月は打率.179と不振であったが、6月は打率.319、出塁率.375を記録し、7月には打率が.429を記録し、ここまで74試合に出場した。8月25日に7日間の故障者リスト入りしたザンダー・ボガーツに代わり、メジャー契約を結びアクティブ・ロースター入りした。8月29日のタンパベイ・レイズ戦でウィル・ミドルブルックスの代打で初出場し四球だった。この年はメジャーで4試合に出場した。

### マリナーズ傘下時代
2014年11月3日にウェイバー公示を経てシアトル・マリナーズへ移籍した。12月2日に一旦FAとなったが、12月5日にマイナー契約で再契約した。

### レッドソックス復帰
2015年8月9日に金銭トレードでボストン・レッドソックスに移籍した。オフの11月6日にFAとなった。

### ダイヤモンドバックス傘下時代
2015年11月18日にアリゾナ・ダイヤモンドバックスとマイナー契約を結んだ。
2017年はAAA級リノ・エーシズで59試合に出場し、打率.296、8本塁打という成績を残していたが、メジャー昇格の機会はなく、6月22日に自由契約となった。

### ヤクルト時代
2017年7月6日に東京ヤクルトスワローズへの入団が決定した。7月25日の中日ドラゴンズ戦でNPB初本塁打を記録。8月22日の阪神タイガース戦ではサヨナラ適時打を放つ活躍を見せたが、シーズン全体を通しての成績は打率.215、6本塁打、21打点にとどまり、同シーズン限りで退団した。

### ヤクルト退団後
2018年3月20日、リーガ・メヒカーナ・デ・ベイスボルのティフアナ・ブルズに入団。その後のウィンター・リーグでリーガ・ベネソラーナ・デ・ベイスボル・プロフェシオナルのカルデナレス・デ・ララに所属して、夏はメキシカンリーグ、冬はベネズエラン・ウインターリーグでプレーすることになった。
12月6日、遠征先から帰宅途中自身が運転していた自動車が強盗により意図的に設置された路上の岩に衝突。同乗していたホセ・カスティーヨ内野手とルイス・バルブエナ内野手が死亡し、自身は重傷を負った。怪我に併せて精神的ショックを負い入院したが、同月15日のティブロネス・デ・ラ・グアイラ戦で試合復帰。18日のカリベス・デ・アンソアテギ戦では復帰後初安打を放った。
2019年4月3日にレオン・ブラボーズと契約を結んだ。この年は109試合に出場して、打率.336、24本塁打、91打点の成績を挙げた。
2020年2月17日にラグナ・ユニオン・コットンファーマーズへトレードで移籍した。しかし、新型コロナウイルスの感染拡大の影響でシーズンが中止となったため、公式戦での出場は無かった。
2021年は65試合に出場して打率.270、11本塁打、53打点という成績に終わり、この年限りで退団した。
2022年2月2日にレオン・ブラボーズと契約を結び、チームに3年ぶりに復帰した。7月14日に高木勇人とのトレードでアグアスカリエンテス・レイルロードメンに移籍した。

## 選手としての特徴
長打力が武器の強打者。強肩を生かした高い守備力も魅力であり、2016年には3Aで三塁手としてゴールドグラブ賞を受賞している。また、一塁手もこなせる。

## 詳細情報

### 年度別打撃成績
| 年 度    | 球 団    | 試 合 | 打 席 | 打 数 | 得 点 | 安 打 | 二 塁 打 | 三 塁 打 | 本 塁 打 | 塁 打 | 打 点 | 盗 塁 | 盗 塁 死 | 犠 打 | 犠 飛 | 四 球 | 敬 遠 | 死 球 | 三 振 | 併 殺 打 | 打 率 | 出 塁 率 | 長 打 率 | O P S |
| -------- | -------- | ----- | ----- | ----- | ----- | ----- | -------- | -------- | -------- | ----- | ----- | ----- | -------- | ----- | ----- | ----- | ----- | ----- | ----- | -------- | ----- | -------- | -------- | ----- |
| 2014     | BOS      | 4     | 8     | 7     | 1     | 4     | 2        | 0        | 1        | 9     | 3     | 0     | 0        | 0     | 0     | 1     | 0     | 0     | 0     | 0        | .571  | .625     | 1.286    | 1.911 |
| 2017     | ヤクルト | 54    | 208   | 200   | 12    | 43    | 10       | 0        | 6        | 71    | 21    | 0     | 0        | 0     | 1     | 7     | 0     | 0     | 52    | 5        | .215  | .240     | .355     | .595  |
| MLB：1年 | MLB：1年 | 4     | 8     | 7     | 1     | 4     | 2        | 0        | 1        | 9     | 3     | 0     | 0        | 0     | 0     | 1     | 0     | 0     | 0     | 0        | .571  | .625     | 1.286    | 1.911 |
| NPB：1年 | NPB：1年 | 54    | 208   | 200   | 12    | 43    | 10       | 0        | 6        | 71    | 21    | 0     | 0        | 0     | 1     | 7     | 0     | 0     | 52    | 5        | .215  | .240     | .355     | .595  |

- 2019年度シーズン終了時

### 年度別守備成績
| 年 度 | 球 団    | 一塁  | 一塁  | 一塁  | 一塁  | 一塁  | 一塁     | 三塁（3B） | 三塁（3B） | 三塁（3B） | 三塁（3B） | 三塁（3B） | 三塁（3B） |
| 年 度 | 球 団    | 試 合 | 刺 殺 | 補 殺 | 失 策 | 併 殺 | 守 備 率 | 試 合      | 刺 殺      | 補 殺      | 失 策      | 併 殺      | 守 備 率   |
| ----- | -------- | ----- | ----- | ----- | ----- | ----- | -------- | ---------- | ---------- | ---------- | ---------- | ---------- | ---------- |
| 2014  | BOS      | -     | -     | -     | -     | -     | -        | 3          | 1          | 4          | 1          | 0          | .833       |
| 2017  | ヤクルト | 40    | 277   | 23    | 4     | 26    | .987     | 25         | 10         | 22         | 2          | 1          | .941       |
| MLB   | MLB      | -     | -     | -     | -     | -     | -        | 3          | 1          | 4          | 1          | 0          | .833       |
| NPB   | NPB      | 40    | 277   | 23    | 4     | 26    | .987     | 25         | 10         | 22         | 2          | 1          | .941       |

- 2019年度シーズン終了時

### 記録
NPB初記録
- 初出場・初先発出場：2017年7月22日、対阪神タイガース14回戦（明治神宮野球場）5番・三塁手で先発出場
- 初打席：同上、1回裏に能見篤史から空振り三振
- 初安打：2017年7月23日、対阪神タイガース15回戦（明治神宮野球場）9回裏にラファエル・ドリスから右二塁打
- 初打点・初本塁打：2017年7月25日、対中日ドラゴンズ14回戦（明治神宮野球場）3回裏に吉見一起から左越ソロ

### 背番号
- 39 （2017年)
- 24 （2019年）
- 13 （2020年 - ）